# Линколн Бич (Орегон)
Линколн Бич (енгл. Lincoln Beach) насељено је место без административног статуса у америчкој савезној држави Орегон.

## Демографија
По попису из 2010. године број становника је 2.045, што је 33 (-1,6%) становника мање него 2000. године.
| Група             | 2000.         | 2010.         |
| Белци             | 1.969 (94,8%) | 1.856 (90,8%) |
| Афроамериканци    | 2 (0,1%)      | 7 (0,3%)      |
| Азијати           | 16 (0,8%)     | 25 (1,2%)     |
| Хиспаноамериканци | 42 (2,0%)     | 85 (4,2%)     |
| Укупно            | 2.078         | 2.045         |